# Clarence (Iowa)
Clarence es una ciudad situada en el condado de Cedar, en el estado de Iowa, Estados Unidos. Según el censo de 2010 tenía una población de 974 habitantes.

## Geografía
Según la Oficina del Censo de los Estados Unidos, la localidad tiene un área total de 1,75 km², la totalidad de los cuales 1,75 km² corresponden a tierra firme.

## Demografía
Según el censo de 2010, había 974 personas residiendo en la localidad. La densidad de población era de 556,57 hab./km². Había 455 viviendas con una densidad media de 260 viviendas/km². El 97,84% de los habitantes eran blancos, el 0,21% afroamericanos, el 0,31% amerindios, el 0,82% de otras razas, y el 0,82% pertenecía a dos o más razas. El 1,44% de la población eran hispanos o latinos de cualquier raza.